# Caspar Georg Carl Reinwardt

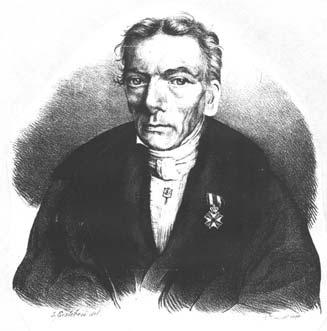
Grabado del autor, en su vejez

Caspar Georg Carl Reinwardt (7 de junio de 1773- 6 de marzo de 1854) fue un naturalista y botánico prusiano neerlandés.

## Biografía
En 1801 recibe su doctorado en Filosofía natural de la Universidad de Harderwijk.
Gran recolector de especímenes botánicos de la isla de Java y de las colonias asiáticas neerlandesas. Su nombre se asocia el 18 de mayo de 1817 al fundar y ser el primer director de Agricultura del Jardín Botánico de Bogor (Buitenzorg) en la isla de Java, de iniciales 47 ha donde cultiva 900 especies. Dirige la institución hasta 1822.
Fue profesor de Filosofía natural en la Universidad de Leiden de 1823 a 1845 y Director del Museo Botánico de Harderwijk.

## Algunas publicaciones
- Tijdschrift voor Natuurk. Wetensch. en Kunsten. Ámsterdam 1810—1812.
- Redevoering van C.G.C. Reinwardt. Ámsterdam 1823.[1]
- Ueber die natürliche Fruchtbarkeit der ostindischen Inseln, besonders von Java, und über die wahrscheinliche Ursache derselben. 1827.
- Über den Charakter der Vegetation auf den Inseln des indischen Archipels. Berlín 1828.[2]
- Über das Entstehen von Kalk und das Wachsthum der Muscheln und Korallenbänke in tropischen Meeren. 1831.
- Über die Art und den Ursprung der eßbaren Vogelnester auf Java. 1838.
- Plantae Indiae Batavae Orientalis. Leiden 1856[3]

## Honores

### Eponimia
- revista botánica Reinwardtia (ISSN 0034-365X) del Jardín Botánico de Buitenzorg

La "Academia Reinwardt", la Facultad de Museología y el legado cultural de la Escuela de Artes de Ámsterdam también llevan su nombre.
Géneros
- (Linaceae) Reinwardtia Dumort.[4]

- (Columbidae) Reinwardtoena Bonaparte[5]

Especies
Fauna
- (Trogonidae) Harpactes reinwardtii Lesson[6]

- (Rhacophoridae) Rhacophorus reinwardtii Schlegel[7]

Flora
- (Aloaceae) Aloe reinwardtii Salm-Dyck[8]

- (Cupressaceae) Cupressus reinwardtii Hort. ex Lavallée[9]

- (Cyperaceae) Diclidium reinwardtii Schrad. ex Nees]][10]

## Literatura
- Sirks. REINWARDT (Caspar Georg Carl). En: Petrus Johannes Blok, Philipp Christiaan Molhuysen: Nieuw Nederlandsch Biografisch Woordenboek. (NNBW) Instituut voor Nederlandse Geschiedenis (ING), A.W. Sijthoff, Leiden, 1918, vol. 4, pp. 1135-1138
- Abraham Jacob van der Aa. Biographisch woordenboek der Nederlanden, bevattende levensbeschrijvingen van zoodanige personen, die zich op eenigerlei wijze in ons vaderland hebben vermaard gemaakt. J. J. van Brederode, Haarlem, 1874, vol. 16, pp. 219-222 (en línea
- A. Weber. Hybrid Ambitions. Science, Governance, and Empire in the Career of Caspar G.C. Reinwardt (1773-1854). Leiden: Leiden University Press 2012